# Jan Hartl
Jan Hartl, né à Prague (Tchécoslovaquie) le 12 septembre 1952, est un acteur tchèque.

## Biographie
Dans son enfance, Karel Hartl, a joué du théâtre amateur. À la fin de ses études au DAMU, en 1975, il est membre du Théâtre Réaliste (maintenant théâtre Švanda) à Smíchov (Prague), et ce jusqu'en 1988. Au cours de la saison 1989-1990, il est acteur au théâtre de Vinohrady, puis il joue au théâtre Divadlo za branou de Krejča. Depuis 1997 il fait partie de la troupe du Théâtre national de Prague.
Au cinéma, il est connu pour avoir joué dans Otesánek (2000) de Jan Švankmajer.

## Filmographie partielle

### Au cinéma
- 1974 : Jáchyme, hod ho do stroje! : Sofr
- 1975 : Holky z porcelánu : Tomásek
- 1975 : Muj brácha má prima bráchu : Dancer
- 1976 : Hriste : Holý
- 1977 : Den pro mou lásku : Mirek
- 1978 : Proc neverit na zázraky : Suchý
- 1978 : Lvi salonu : Pepík Perlík
- 1981 : Opera ve vinici : Honza
- 1981 : Kopretiny pro zámeckou paní : Petr
- 1981 : Tajemství hradu v Karpatech : Lesni adjunkt vilja dézi
- 1982 : Má láska s Jakubem : Tomás
- 1983 : Modre z nebe : Art Teacher / Fireman / Fruit Grower / Circus Attendant
- 1984 : Vsichni musí být v pyzamu : Lover
- 1984 : Andel s dáblem v tele : bankér Jirí Justic
- 1984 : Evo, vdej se! : Repairman
- 1985 : Petka s hvezdickou : Mikes
- 1985 : Mon cher petit village (Vesnicko má stredisková) : Václav Kaspar
- 1986 : Smích se lepí na paty : Jenda, Platejzuv syn
- 1986 : Velká filmová loupez : Apprentice
- 1986 : Dobré svetlo : Premek
- 1987 : Muj hrísny muz : Vasek Hornak
- 1988 : Stupne porazených : Rovný
- 1988 : Andel svádí dábla : Justic
- 1989 : Dva lidi v zoo : Jára
- 1989 : La Fin du bon vieux temps (Konec starych casu) : Pustina
- 1990 : Ta nase písnicka ceská II : houslista Jan
- 1995 : Golet v údolí : Pinches Jakubovic
- 1997 : Zdivocelá zeme : Hubacka
- 1997 : Konto separato : Leska, banker
- 1997 : O perlove panne : Knight Trumpeta
- 1999 : Dvojrole : The Scientist
- 2000 : Otesánek : Karel
- 2009 : Zemský ráj to napohled : Director Kovác
- 2012 : Modrý tygr : Kytka
- 2012 : Okresní prebor: Poslední zápas Pepíka Hnátka : Jindrich Krhavý
- 2013 : The Don Juans (Donšajni) : Vítek
- 2013 : Nezné vlny : docteur Lipský